# Robawy
Robawy (deutsch Robawen, 1938–1945 Robaben) ist ein Dorf in Polen in der Woiwodschaft Ermland-Masuren. Es gehört zur Gmina Reszel (Stadt- und Landgemeinde Rößel) im Powiat Kętrzyński (Kreis Rastenburg).

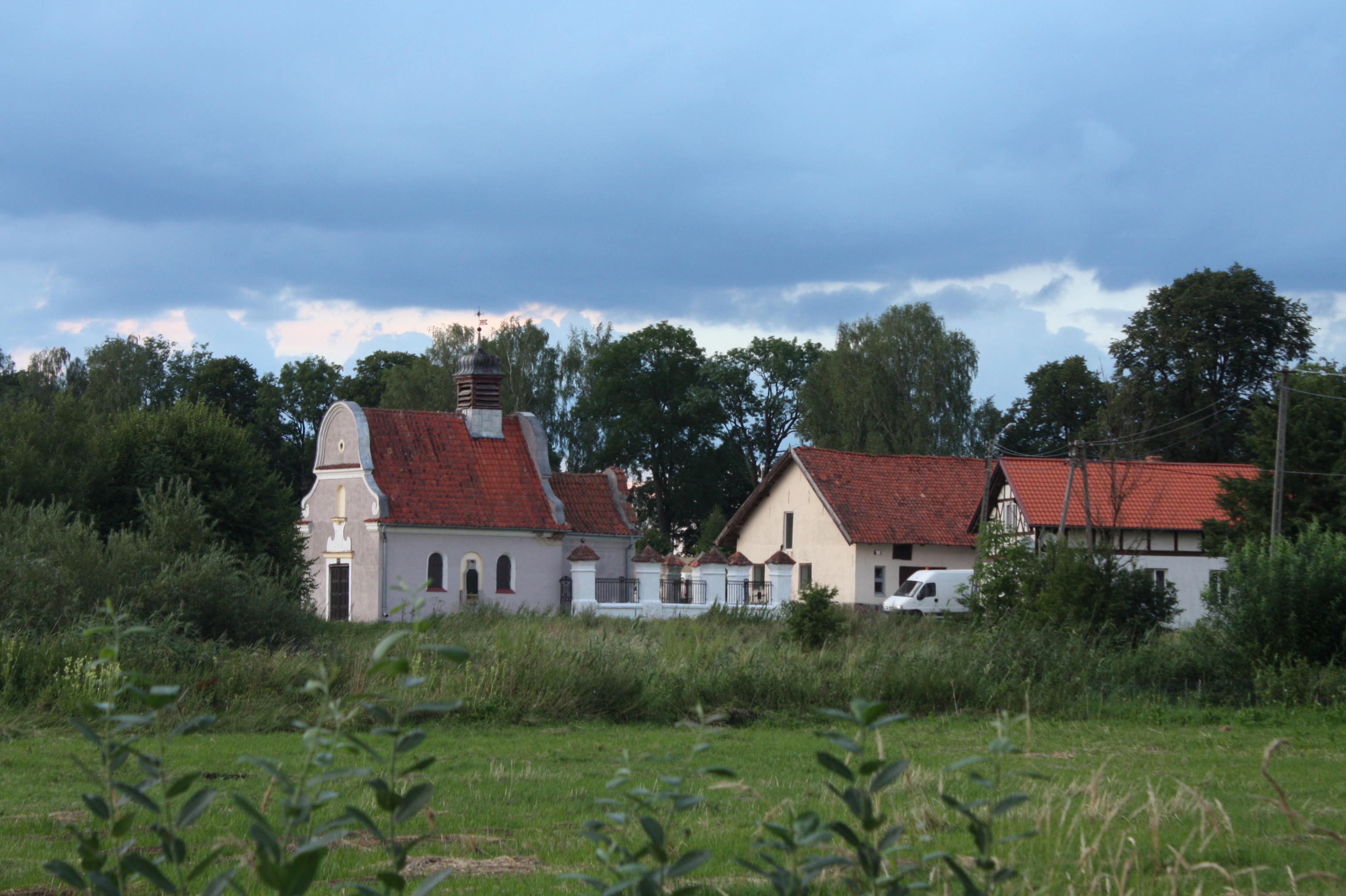
Dorfansicht von Robawy

## Geographische Lage
Robawy liegt im historischen Ostpreußen etwa einen Kilometer südlich von Reszel (Rößel) und vier Kilometer nordwestlich von Święta Lipka (Heiligelinde). Bis zur Kreisstadt Kętrzyn (deutsch Rastenburg) sind es 15 Kilometer in nordöstlicher Richtung.

## Geschichte

### Ortsgeschichte
Das weit gestreute Dorf wurde am 6. September 1363 vom ermländischen Bischof Johann II. Stryprock (polnisch Jan Stryprock) nach Kulmer Recht lokalisiert. Der Dorfname war bei Gründung Borgholcz. 1733 ließ die Stiftung der Familie Markuszewski eine barocke Kapelle errichten. 1783 gab es im Dorf 36 Wohnhäuser, 1820 war die Zahl auf 28 gesunken. Im 18. Jahrhundert entstand der Name Robawen.
Von 1874 bis 1945 war das Dorf mit den Wohnplätzen Lindenberg (polnisch Lipowa Góra), Lindenthalkrug (Karczmarka) und Waldau (Wałdowo) in den Amtsbezirk Klawsdorf (polnisch Klewno) eingegliedert.
Aufgrund der Bestimmungen des Versailler Vertrags stimmte die Bevölkerung in den Volksabstimmungen in Ost- und Westpreussen am 11. Juli 1920 über die weitere staatliche Zugehörigkeit zu Ostpreußen (und damit zu Deutschland) oder den Anschluss an Polen ab. In Robawen stimmten 380 Einwohner für den Verbleib bei Ostpreußen, auf Polen entfielen keine Stimmen.
Am 30. September 1928 vergrößerte sich Robawen um die Nachbarort Ramten (Ramty) und Rheindorfshof (Wólka Ryńska), die eingemeindet wurden. Am 3. Juni (amtlich bestätigt am 16. Juli) 1938 wurde Robawen in „Robaben“ umbenannt.
1945, am Ende des Zweiten Weltkrieges, marschierte die Rote Armee in die Gegend ein. Als Folge des Krieges wurde das Dorf als „Robawy“ Teil Polens. Zum 1. Januar 1955 wurde das Dorf Sitz eines Schulzenamtes (polnisch Sołectwo), welches zur Gromada Mnichowo gehörte. 1957 wurde diese Gromada aufgelöst und Robawy wurde Teil der Gromada und ab 1972 der Gemeinde Reszel. Das Dorf bildete ein Schulzenamt zu welchem die Ortschaften Kocibórz (deutsch Kattmedien), Lipowa Góra (Lindenberg) und Ramty (Ramten) gehörten.

### Einwohnerentwicklung
Nachfolgend die graphische Darstellung der Einwohnerentwicklung.

## Sehenswürdigkeiten

### St.-Anna-Kapelle

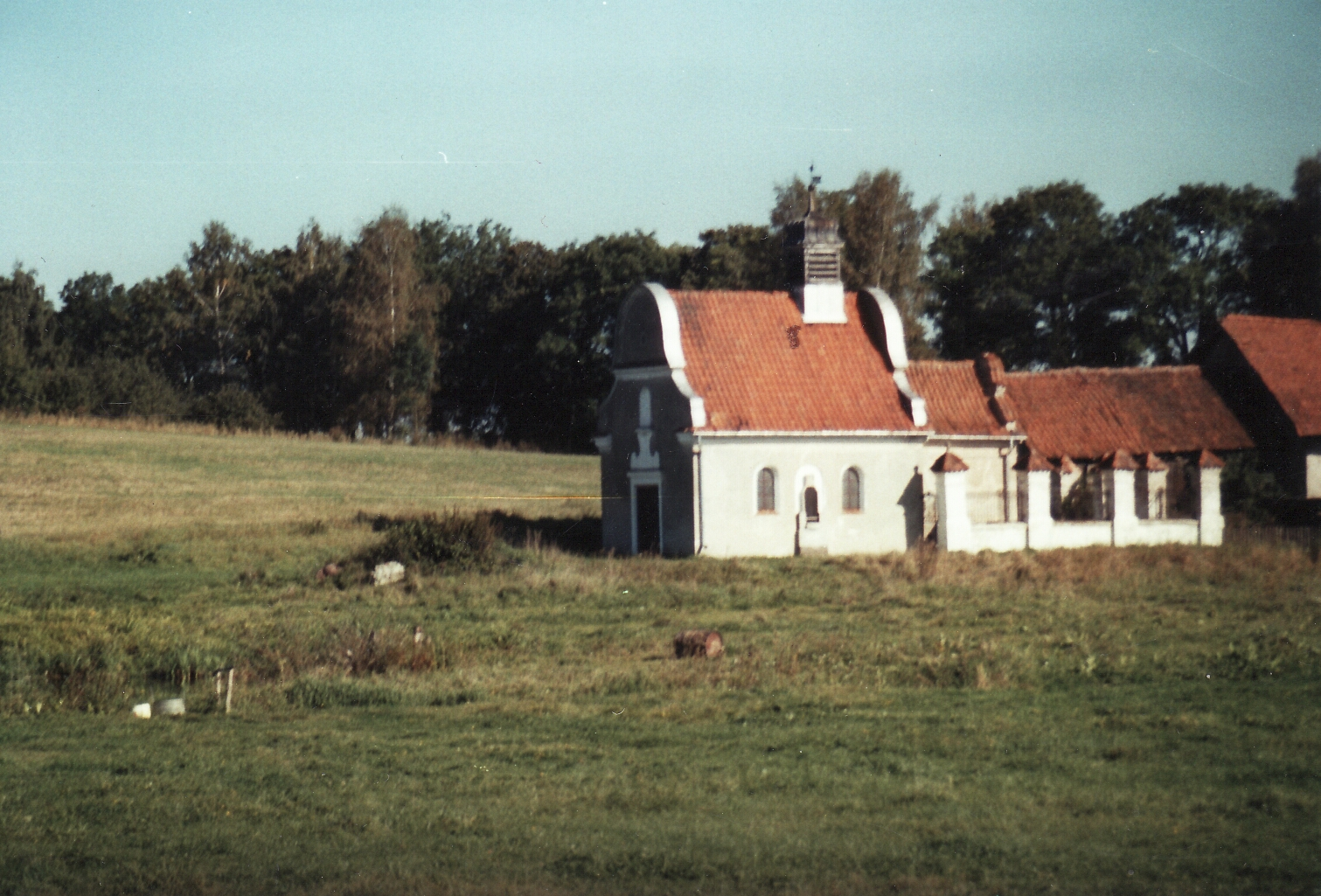
St.-Anna-Kapelle in Robawy

Im Dorf steht eine 1733 erbaute Kapelle, die 1929 ausgebaut wurde. Die Kapelle wurde im Stil des Barock errichtet und beherbergte eine Pietà aus dem Jahr 1671 oder 1771. Sie ist die Kopie einer älteren gotischen Plastik und befindet sich heute in Reszel. Die Kapelle wird nur einmal im Jahr, am 26. Juli, für Besucher geöffnet.

## Kirche
Bis 1945 war Robawen (Robaben) in die evangelische Kirche Rößel in der Kirchenprovinz Ostpreußen der Kirche der Altpreußischen Union sowie in die katholische Pfarrei Rößel im damaligen Bistum Ermland eingepfarrt. Der Bezug zur katholischen Kirche in Reszel, jetzt aber im Erzbistum Ermland, ist geblieben. Die evangelischen Kirchenglieder jedoch orientieren sich heute zur Pfarrei Kętrzyn in der Diözese Masuren der Evangelisch-Augsburgischen Kirche in Polen.

## Verkehr

### Straße
Robawy liegt an den Woiwodschaftsstraßen DW 590 und DW 593.
Die 590 und 593 vereinen sich westlich des Dorfes und münden dann am Ostrand von Robawy in die Woiwodschaftsstraße 594. Die 593 kreuzt nach etwa 20 Kilometern in südlicher Richtung bei Lutry (Lautern) die Landesstraße 57.
Die DW 590 verläuft Richtung Süden und endet nach 25 Kilometern in Biskupiec (Bischofsburg) mit der Einmündung in die Landesstraße 57. In nördlicher Richtung vereinigt sie sich kurz mit der DW 594 und verläuft dann unter anderem durch Reszel, Korsze (Korschen) und Wilkowo Wielkie (Groß Wolfsdorf) bis zur Einmündung in die Woiwodschaftsstraße 591 nördlich von Barciany (Barten).
Die Woiwodschaftsstraße 594 verläuft nach Reszel und biegt dort nach Westen ab um schließlich nach etwa 20 Kilometern bei Bisztynek (Bischofstein) in die Landesstraße 57. In der entgegengesetzten Richtung verläuft sie erst südöstlich um biegt nach fünf Kilometern bei Święta Lipka (Heiligelinde) Richtung Osten ab und endet nach 15 Kilometern in Kętrzyn (Rastenburg).

### Schiene
Eine Anbindung Robawens an den Bahnverkehr bestand lediglich bis 1945 über den Bahnhof in Rößel.

### Luft
Der geographisch nächste internationale Flughafen ist der Flughafen Kaliningrad, der sich etwa 100 Kilometer nordwestlich auf russischem Hoheitsgebiet und damit außerhalb der Europäischen Union befindet. Der nächste internationale Flughafen auf polnischem Staatsgebiet ist der etwa 180 Kilometer westlich gelegene Lech-Wałęsa-Flughafen Danzig.